# Alissa White-Gluz
Pour les articles homonymes, voir Alissa (homonymie).
Alissa White-Gluz, née le 31 juillet 1985, est une auteure-compositrice-interprète et chanteuse canadienne connue en tant que fondatrice et ex-leader du groupe de metalcore canadien The Agonist et chanteuse depuis 2014 du groupe de death metal mélodique suédois Arch Enemy. 

## Biographie
Alissa White-Gluz est née en 1985 à Montréal au Canada.
Sa famille est d'origine juive lituanienne.
Sa particularité est qu'elle a une tessiture de voix qui se différencie des autres chanteuses, car elle maîtrise le chant guttural ainsi que le chant lyrique.
Elle est aussi connue pour ses participations en tant qu'invitée auprès du groupe de métal symphonique américain Kamelot.
Elle est impliquée dans la lutte pour les droits des animaux et lutte auprès de PETA pour l'interdiction des fourrures animales.
Outre sa langue maternelle l'anglais, elle parle couramment français et apprend le suédois.

## Carrière

### The Agonist (2004–2014)
En 2004, White-Gluz forme le groupe The Agonist (alors connu sous le nom de "Tempest") avec Danny Marino et Chris Kells à Montréal, au Canada. En tant que chanteuse principale, elle sort trois albums. Elle quitte le groupe au printemps 2014 pour rejoindre le groupe suédois Arch Enemy en remplacement de la chanteuse Angela Gossow.

### Arch Enemy (2014-)
Le 17 mars 2014, Arch Enemy annonce, via un communiqué de presse, l'arrivée d'Alissa White-Gluz. Rapidement, elle s'impose au sein du groupe. Depuis, la cote de popularité d'Arch Enemy n'a cessé de progresser.
Avec Arch Enemy, elle sort plusieurs albums studio (War Eternal, Will to Power, etc.) et albums live (As The Stages Burn!, Live Power, etc.).

### Carrière solo
White-Gluz signe un contrat avec Napalm Records en 2016, avec l'intention de sortir un album solo intitulé Alissa. Dans une interview donnée en 2017 sur Duke TV, elle annonce que son album comporterait des collaborations avec des membres de Kamelot et a déclaré que le son de l'album serait "assez différent" de celui d'Arch Enemy.

## Vie personnelle
Elle est en couple avec le guitariste Doyle Wolfgang von Frankenstein.

## Discographie

### AvecThe Agonist
- 2007 : Once Only Imagined

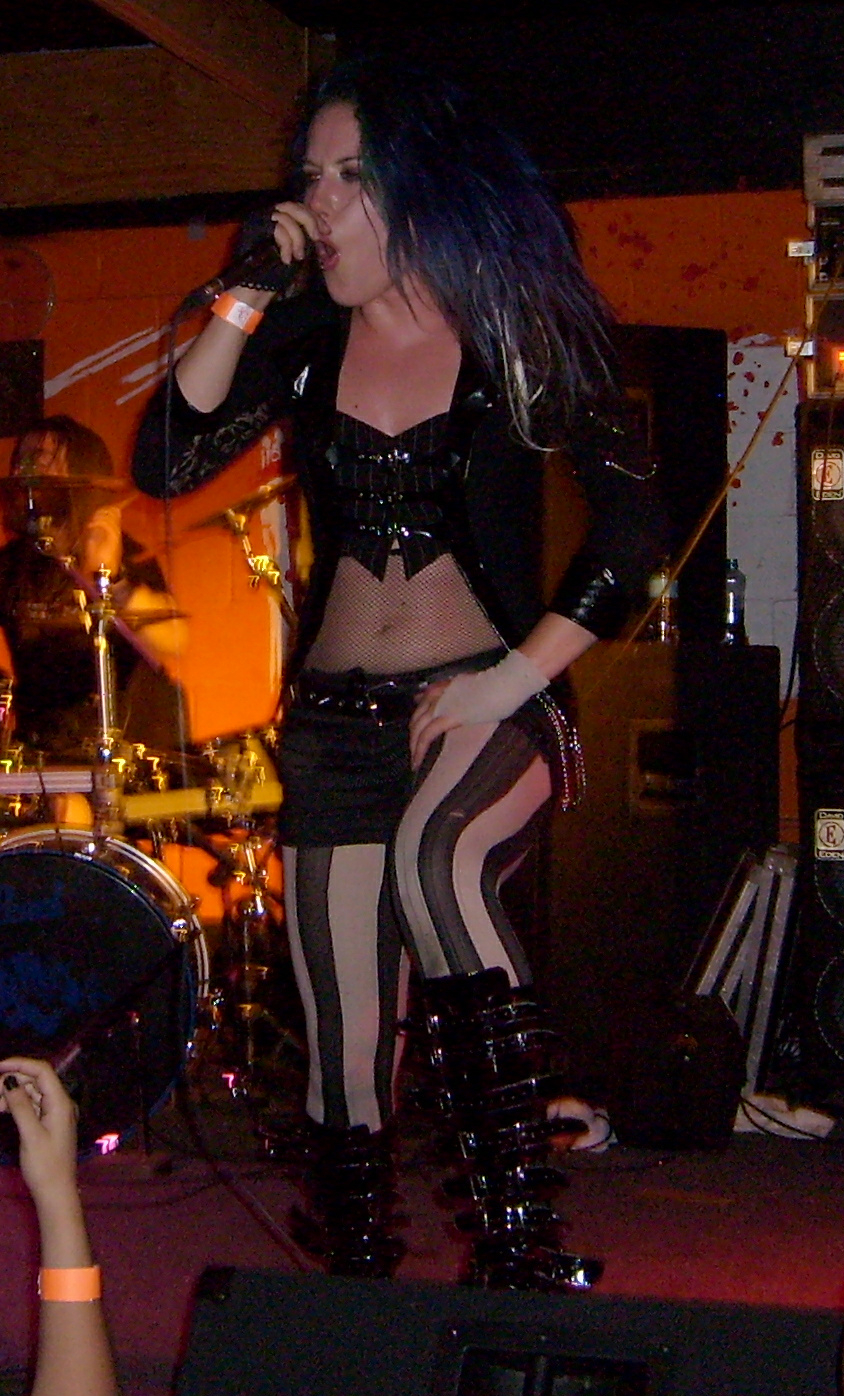
Alissa White-Gluz avec The Agonist.

- 2009 : Lullabies for the Dormant Mind
- 2012 : Prisoners

### AvecArch Enemy
- 2014 : War Eternal
- 2017 : Will to power
- 2019 :  Covered in blood
- 2022 : Deceivers
- 2025 : Blood Dynasty

### «Guest appearances»
- Silverthorn (Kamelot, 2012) : "Sacrimony (Angel of Afterlife)" et "Prodigal Son Part III: The Journey"
- The Human Contradiction (Delain, 2014) : "The Tragedy of the Commons"
- Haven (Kamelot, 2015) : "Liar Liar (Wasteland Monarchy)" et "Revolution"
- Moonbathers (Delain, 2016) : "Hands of Gold"
- The Shadow Self (Tarja Turunen, 2016) : "Demons In You"
- ØMNI (Angra, 2018) : « Black Widow’s Web »
- sur l'album "for the love of metal" .[Dead Hearts(love the enemy)](Dee Snider 2018)
- Metal Galaxy (Baby Metal, 2019) : "Distortion"
- World War X (Carnifex, 2019) : "No light shall save us"
- Demons Are A Girl's Best Friend (Powerwolf, 2021 : reprise de la chanson du groupe Powerwolf)
- The Call Of The Void (Nita Strauss, 2023) : The Wolf You Feed

• The Obession (Charlotte Wessels, 2024) : "Ode to the West Wind"
• Vermillion (Simone Simmons, 2024) : "Cradle to the Grave"
• Burning Heart (Dragonforce, 2025)